# Jan Lelej
Jan Lelej (ur. 10 maja 1917 w Ugłach, zm. 13 października 2011 w Olsztynie) – żołnierz Wojska Polskiego II RP, obrońca Westerplatte, odznaczony Orderem Virtuti Militari.

## Życiorys
Urodził się we wsi Ugły pod Wołożynem. W okresie II Rzeczypospolitej mieszkał na terenie województwa nowogródzkiego. Ukończył szkołę powszechną i dwa lata szkoły ślusarsko-mechanicznej. W 1938 został powołany do odbycia zasadniczej służby wojskowej. W 1939 wcielono go do 86 Pułku Piechoty, stacjonującego w Helenowie pod Mołodecznem. W tym samym roku zgłosił chęć rozpoczęcia nauki w szkole podoficerskiej.
W lipcu 1939 jako elew kompanii szkolnej szkoły podoficerskiej został odkomenderowany do służby w 2 Batalionie Strzelców Morskich w Gdyni, a następnie od 13 sierpnia 1939 – do Wojskowej Składnicy Tranzytowej na Westerplatte.
W nocy z 31 sierpnia na 1 września 1939 pełnił służbę na wartowni nr 5. W czasie obrony Westerplatte pozostawał w niej wraz z grupą żołnierzy ubezpieczających plażę. Po zniszczeniu wartowni 2 września, dołączył do obsady placówki „Tor kolejowy”. W czasie walk został ranny. Po kapitulacji Westerplatte znalazł się w niewoli niemieckiej. Był osadzony w Stalagu I A, gdzie pracował jako parobek, mechanik samochodowy i murarz. Na początku 1945, podczas ewakuacji jeńców wojennych z terenu Prus Wschodnich, uciekł z niewoli, przedostał się na ziemie polskie i do zakończenia działań wojennych przebywał w Białymstoku.
Po wojnie zamieszkał w Ostródzie. W latach 1946–1954 pracował jako intendent w Milicji Obywatelskiej i Urzędzie Bezpieczeństwa Publicznego. Od 1955 był zatrudniony jako tokarz w Zakładach Naprawczych Taboru Kolejowego. Udzielał się społecznie. Był przewodniczącym rady zakładowej i radnym miejskim. W 1977 przeszedł na emeryturę.
W 1989 został awansowany do stopnia podporucznika w stanie spoczynku i odznaczony Orderem Virtuti Militari. W 1990 przyznano mu rentę inwalidy wojennego.
W końcowych lata życia był obłożnie chory. Ostatnie tygodnie spędził w Domu Pomocy Społecznej „Kombatant” w Olsztynie. Zmarł 13 października 2011 jako przedostatni z obrońców Westerplatte.

## Odznaczenia
- 1945 Medal Zwycięstwa i Wolności 1945
- 1966 Odznaka 1000-lecia Państwa Polskiego
- 1968 Odznaka honorowa „Zasłużony dla Warmii i Mazur”
- 1969 Brązowy Krzyż Zasługi
- 1971 Krzyż Kawalerski Orderu Odrodzenia Polski
- 1982 Medal „Za udział w wojnie obronnej 1939”
- 1984 Odznaka Honorowa „Za zasługi dla Miasta Gdańska”
- 1989 Krzyż Srebrny Orderu Virtuti Militari
- 1997 Medal 1000-lecia Miasta Gdańska
- Odznaka honorowa „Za Zasługi dla Związku Kombatantów RP i Byłych Więźniów Politycznych”